# Мексиканский агути
Мексиканский агути (лат. Dasyprocta mexicana) — вид грызунов рода агути семейства агутиевые.

## Описание
Длина головы и тела составляет 44,6—55,7 см, хвост имеет длину 2—3 см. Масса животного 3—4 кг. Спина округлая, длинная, ноги худые. Мех темный, с белой изморозью, низ тела бледнее. Вокруг глаз и у основании голых ушей сохраняется открытая розовая кожа. Передние лапы с 4 пальцами, задние — с 3; когти напоминают копыта. Родственный мексиканскому агути вид центральноамериканский агути (Dasyprocta punctata) имеет красновато-коричневый мех, а не чёрный.

## Ареал и местообитание
Встречается от центра штата Веракрус до востока штата Оахака (Мексика). Также был ввезён на Кубу. Живёт в низменных вечнозеленых лесах на высоте до 500 м над уровнем моря.

## Образ жизни
Главным образом дневное животное, но иногда его видно и ночью. Проживает как поодиночке, так и парами. Одна пара занимает территорию от 1 до 2 га. При угрозе дает ряд резких, носовых лающих звуков и топает ногами, когда убегает.

## Питание
Питается фруктами, мягкими семенами, побегами лесных растений.

## Размножение
Один или два детеныша рождаются во время сухого сезона. Дети быстро развиваются и следуют за их мамой вскоре после рождения.

## Охрана
В настоящее время вид находится в опасности из-за сокращения территории его обитания.